# Museum Buurtspoorweg
| Dampflok 7853 mit Personenzug |                      |                                                         |                                                         |
| Streckenlänge: | 7,5 km               |                                                         |                                                         |
| Spurweite: | 1435 mm (Normalspur) |                                                         |                                                         |
| |                      |                                                         |                                                         |
| Haaksbergen–Boekelo |                      |                                                         |                                                         |
| \| \| \| von Groenlo \| \| \| \| 22,7 \| Haaksbergen (Hbg) \| Haaksbergen (Hbg) \| \| \| 25,8 \| Ladestelle Stepelo (seit 2001) \| Ladestelle Stepelo (seit 2001) \| \| \| 26,4 \| Hagmolenbeek \| Hagmolenbeek \| \| \| 27,1 \| Koninklijke Nederlandse Zoutindustrie (Anst, 1919–1958) \| Koninklijke Nederlandse Zoutindustrie (Anst, 1919–1958) \| \| \| 27,8 \| Zoutindustrie (Zie) \| Zoutindustrie (Zie) \| \| \| 28,8 \| Boekelerbeek \| Boekelerbeek \| \| \| 29,5 \| Boekelo (Bko) \| Boekelo (Bko) \| \| \| 29,6 \| Texoprint (Anst, bis 2002) \| Texoprint (Anst, bis 2002) \| \| \| 30,0 \| Teesinkbeek \| Teesinkbeek \| \| \| \| \| \| \| \| \| Nördliches Streckenende seit Bau der A35 (1975) \| \| \| \| \| A35 \| \| \| \| \| Usselo \| \| \| \| \| Twekkelo \| \| \| \| \| Enschede Rembrandtlaan \| \| \| \| \| nach Enschede Noord/Zuid \| \| \| \| \| heutiges, südliches Streckenende \| \| \| \| \| AkzoNobel (Anst) \| \| \| \| \| Twentekanaal \| \| \| \| \| Hengelosche Bad- en Zweminrichting \| \| \| \| \| Verbindung zur Bahnstrecke Zutphen–Glanerbeek \| \| \| \| 36,0 \| Hengelo GOLS \| Hengelo GOLS \| |                      |                                                         |                                                         |
| Strecke (außer Betrieb) |                      | von Groenlo                                             | von Groenlo                                             |
| Kopfbahnhof Strecke bis hier außer Betrieb | 22,7                 | Haaksbergen (Hbg)                                       | Haaksbergen (Hbg)                                       |
| Dienststation / Betriebs- oder Güterbahnhof | 25,8                 | Ladestelle Stepelo (seit 2001)                          | Ladestelle Stepelo (seit 2001)                          |
| Brücke über Wasserlauf | 26,4                 | Hagmolenbeek                                            | Hagmolenbeek                                            |
| Abzweig geradeaus und ehemals nach links | 27,1                 | Koninklijke Nederlandse Zoutindustrie (Anst, 1919–1958) | Koninklijke Nederlandse Zoutindustrie (Anst, 1919–1958) |
| Bahnhof | 27,8                 | Zoutindustrie (Zie)                                     | Zoutindustrie (Zie)                                     |
| Brücke über Wasserlauf | 28,8                 | Boekelerbeek                                            | Boekelerbeek                                            |
| Bahnhof | 29,5                 | Boekelo (Bko)                                           | Boekelo (Bko)                                           |
| Abzweig geradeaus und ehemals von rechts | 29,6                 | Texoprint (Anst, bis 2002)                              | Texoprint (Anst, bis 2002)                              |
| Brücke über Wasserlauf | 30,0                 | Teesinkbeek                                             | Teesinkbeek                                             |
| Verschwenkung nach rechts und ehemals nach links |                      |                                                         |                                                         |
| Strecke (außer Betrieb) |                      | Nördliches Streckenende seit Bau der A35 (1975)         | Nördliches Streckenende seit Bau der A35 (1975)         |
| Strecke (außer Betrieb) · Strecke (außer Betrieb) |                      | A35                                                     | A35                                                     |
| Haltepunkt / Haltestelle (Strecke außer Betrieb) · Strecke (außer Betrieb) |                      | Usselo                                                  | Usselo                                                  |
| Strecke (außer Betrieb) · Haltepunkt / Haltestelle (Strecke außer Betrieb) |                      | Twekkelo                                                | Twekkelo                                                |
| Haltepunkt / Haltestelle (Strecke außer Betrieb) · Strecke (außer Betrieb) |                      | Enschede Rembrandtlaan                                  | Enschede Rembrandtlaan                                  |
| Strecke nach rechts (außer Betrieb) · Strecke (außer Betrieb) |                      | nach Enschede Noord/Zuid                                | nach Enschede Noord/Zuid                                |
| |                      | heutiges, südliches Streckenende                        |                                                         |
| Abzweig geradeaus und nach links |                      | AkzoNobel (Anst)                                        | AkzoNobel (Anst)                                        |
| Brücke über Wasserlauf |                      | Twentekanaal                                            | Twentekanaal                                            |
| ehemaliger Haltepunkt / Haltestelle |                      | Hengelosche Bad- en Zweminrichting                      | Hengelosche Bad- en Zweminrichting                      |
| Abzweig ehemals geradeaus und nach rechts |                      | Verbindung zur Bahnstrecke Zutphen–Glanerbeek           | Verbindung zur Bahnstrecke Zutphen–Glanerbeek           |
| Kopfbahnhof Streckenende (Strecke außer Betrieb) | 36,0                 | Hengelo GOLS                                            | Hengelo GOLS                                            |

Die Stichting Museum Buurtspoorweg (MBS) betreibt eine Museumseisenbahn zwischen Haaksbergen und Boekelo in den Niederlanden. Der Verein wurde 1967 gegründet und besitzt seit dem 23. Juni 1989 als erste Eisenbahngesellschaft in den Niederlanden neben der NS eine Bahnkonzession.

## Geschichte
Eine Gruppe von Straßenbahnfreunden gründete im Jahr 1964 das Comité Vrienden van het Trammuseum (CvTM). Nach der Einstellung des Personenverkehrs auf der Strecke der Ahaus-Enscheder Eisenbahn (AEE) erwarb das CvTM im Jahr 1966 mit deren Triebwagen T 10 ein erstes Fahrzeug. Zur Unterbringung wurde das Anschlussgleis des ehemaligen Gaswerks am AEE-Endbahnhof Enschede Zuid genutzt. Im folgenden Jahr wurde das CvTM in eine Stiftung umgewandelt und in „Stichting Museum Buurtspoorweg“ umbenannt. Man plante die Errichtung einer Museumslinie auf der im gleichen Jahr stillgelegten AEE-Strecke von Enschede zur Staatsgrenze bei Broekheurne, um die dortige Nebenbahnatmosphäre zu erhalten. In den folgenden Jahren wurden weitere Klein- und Nebenbahnfahrzeuge, überwiegend aus Deutschland, übernommen, darunter auch eine Dampflok und ein Wismarer Schienenbus von der Delmenhorst-Harpstedter Eisenbahn. Mit diesen Fahrzeugen erfolgten ab dem 10. Mai 1969 einzelne Fahrten auf dem Streckenabschnitt zwischen Enschede und Broekheurne. Die Strecke wurde jedoch im Jahr 1970 vom neuen Eigentümer NS endgültig stillgelegt und abgebrochen.
Seitdem verkehrten die Museumsfahrten des MBS auf der 1884/85 von der GOLS errichteten Lokalbahn zwischen den Bahnhöfen Enschede Noord und Haaksbergen. Die Strecke wurde ab 1971 regelmäßig befahren; bis 1973 verlief hier parallel der Güterverkehr der NS. Der Betriebsmittelpunkt der Museumsbahn wurde schrittweise von Enschede nach Haaksbergen verlegt.
Mit dem Bau der Autobahn A35 im Jahr 1974 wurde die Strecke zwischen Boekelo und Usselo unterbrochen. Seitdem verkehren die Museumszüge auf dem Reststück zwischen Haaksbergen und Boekelo, das keine Verbindung mehr zum NS-Netz besitzt.

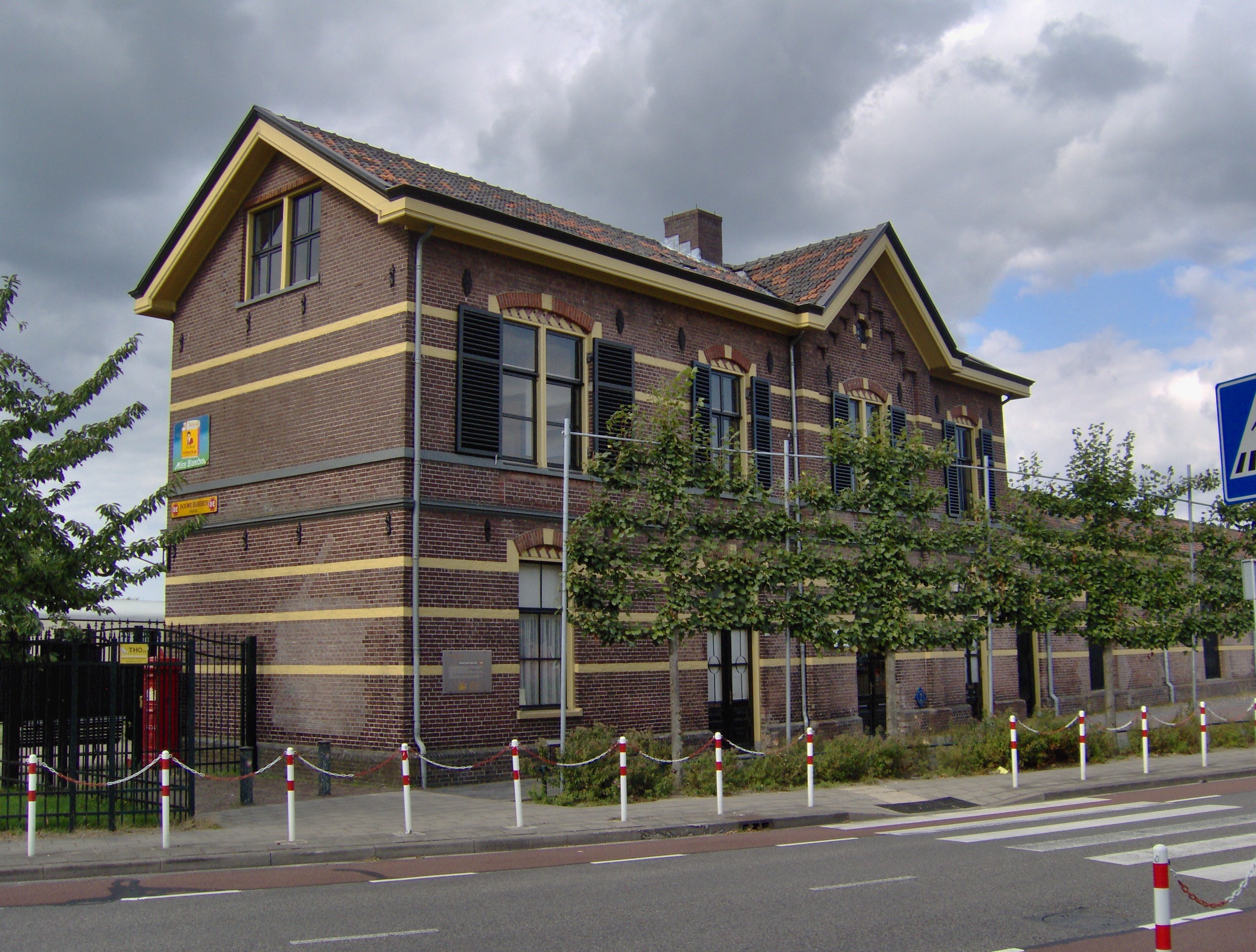
Das Empfangsgebäude Haaksbergen

Der Bahnhof Haaksbergen wurde in den folgenden Jahren sukzessive ausgebaut und zu einem Lokalbahnmuseum ausgestaltet; neben der Restaurierung des Empfangsgebäudes aus dem Jahr 1884 wurden Lokschuppen und Werkstatt errichtet, die Gleisanlagen stark erweitert (u. a. mit einer aus Goor erworbenen Drehscheibe) und ein Wasserturm nach alten Plänen gebaut. In Boekelo wurde die ursprünglich zur Unterbringung der Fahrzeuge aufgestellte Wellblechhalle durch ein Ausstellungsgebäude ersetzt und weitere Gegenstände aus dem historischen Bahnbetrieb wie ein Läutewerk installiert. Auch ein Bohrturm zur Salzgewinnung erinnert an die Geschichte des Ortes, ebenso wurde einige Kilometer südlich am ehemaligen Gelände der Koninklijke Nederlandse Zoutindustrie (Königlichen Niederländischen Salzindustrie) ein Bahnhof angelegt. Ein kompletter Neubau ist die Ladestelle bei Stepelo, die an frühere ähnlich gestaltete Ladestellen entlang der Lokalbahnen erinnert.

## Zukunft
Bereits seit den 1990er Jahren existierten Pläne, die Bahnstrecke von Boekelo aus in Richtung Hengelo zu verlängern. Auch hier handelt es sich um eine ehemalige GOLS-Strecke, die jedoch bereits im Zweiten Weltkrieg abgebaut wurde. Ein Teil der Strecke auf dem Stadtgebiet Hengelo ist jedoch noch als Anschlussgleis in Betrieb, weshalb neben der erforderlichen Brücke über die A35 nur eine relativ kurze Strecke neu gebaut werden müsste. Wegen fehlender Finanzen und Protesten von Anwohnern wird das Projekt aber nicht weiter verfolgt.

## Bildergalerie

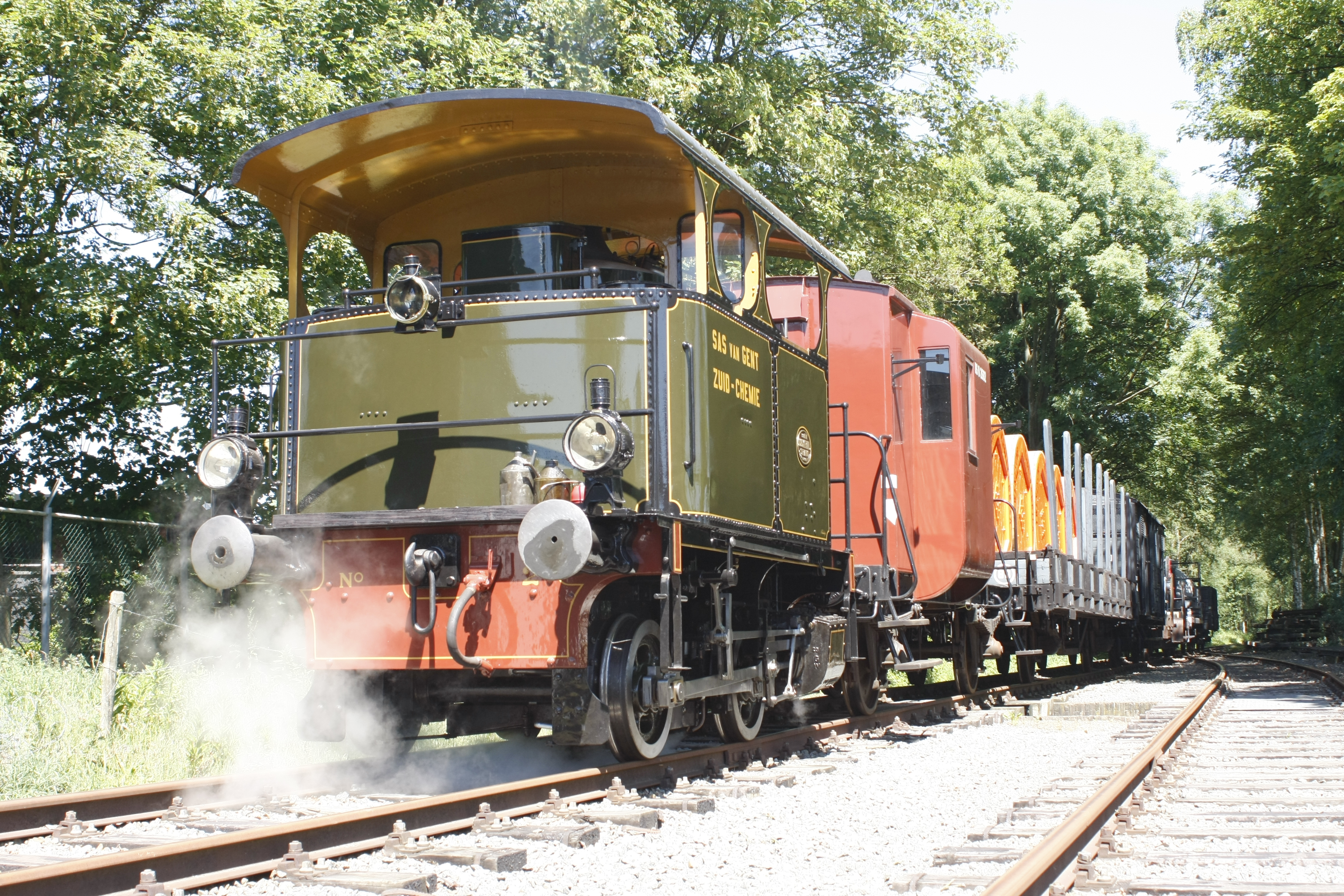
Dampflok 2
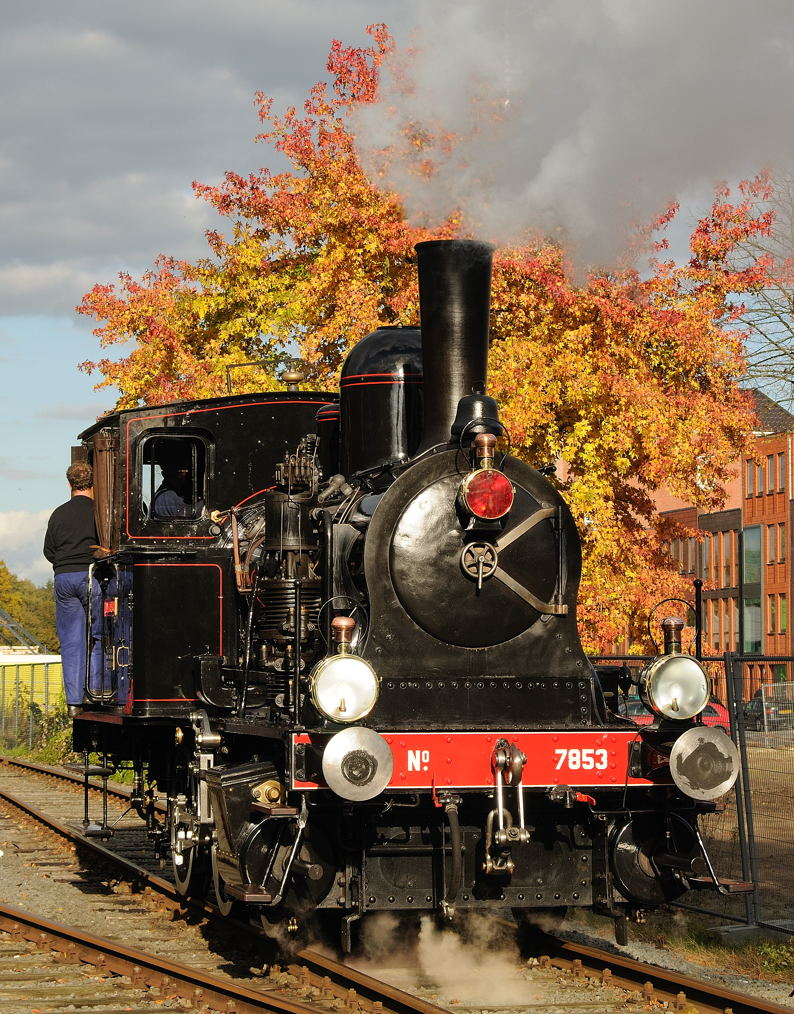
Dampflok 7853 beim Umsetzen in Boekelo
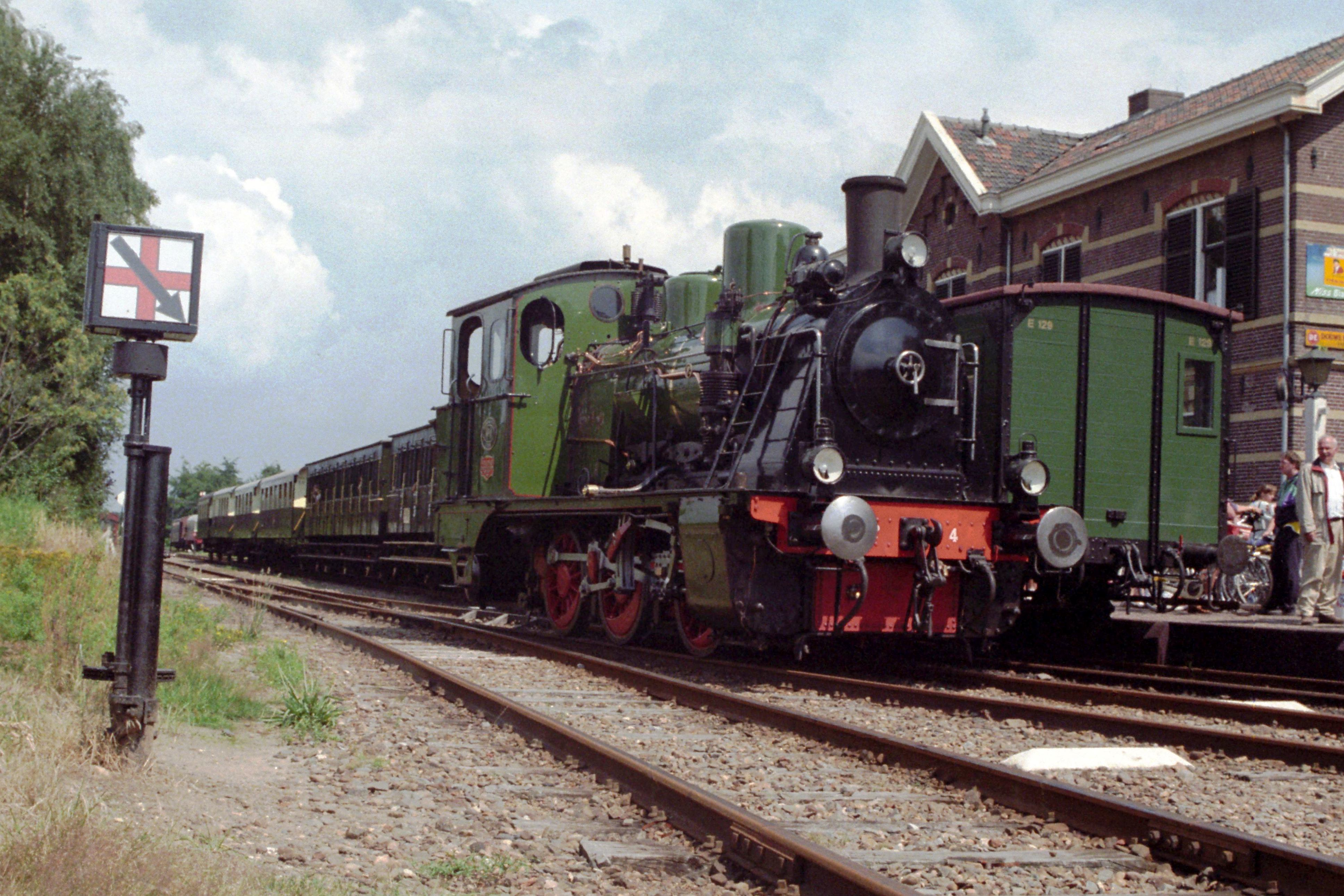
Dampflok 4 im Bahnhof Haaksbergen
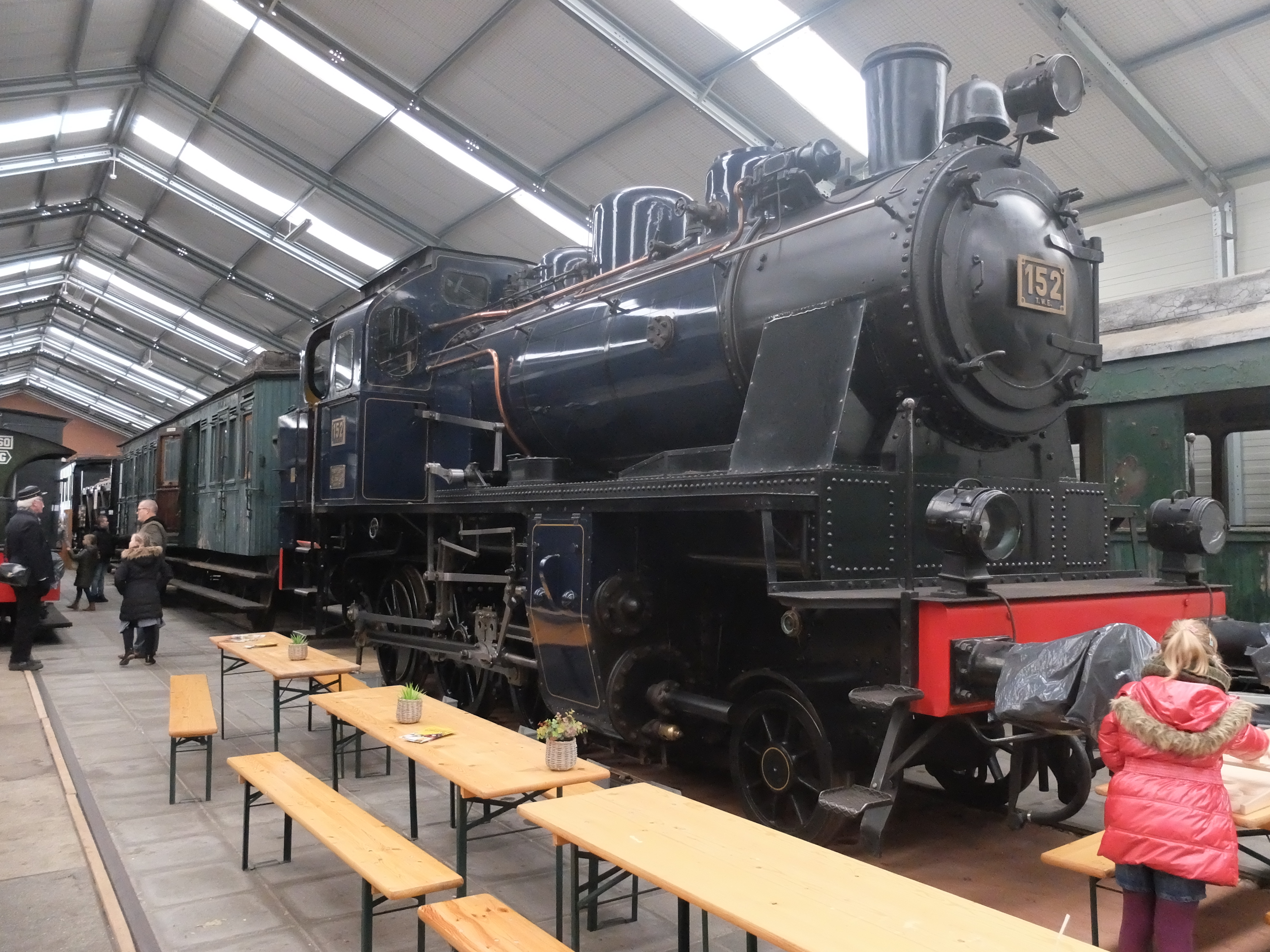
Dampflok 5 - TWE 152 (ELNA 5) in Boekelo
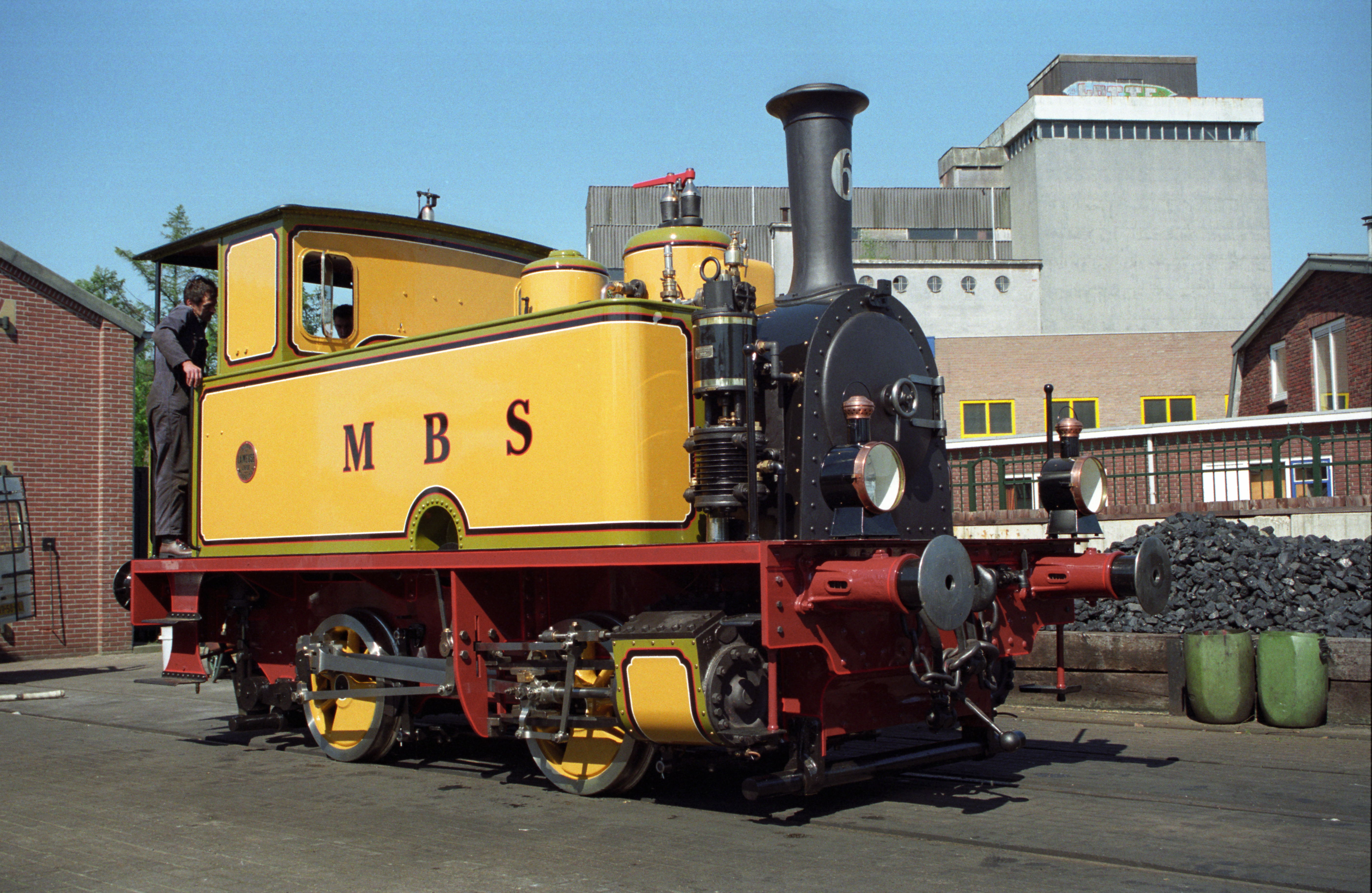
Dampflok 6 vor dem Lokschuppen Haaksbergen
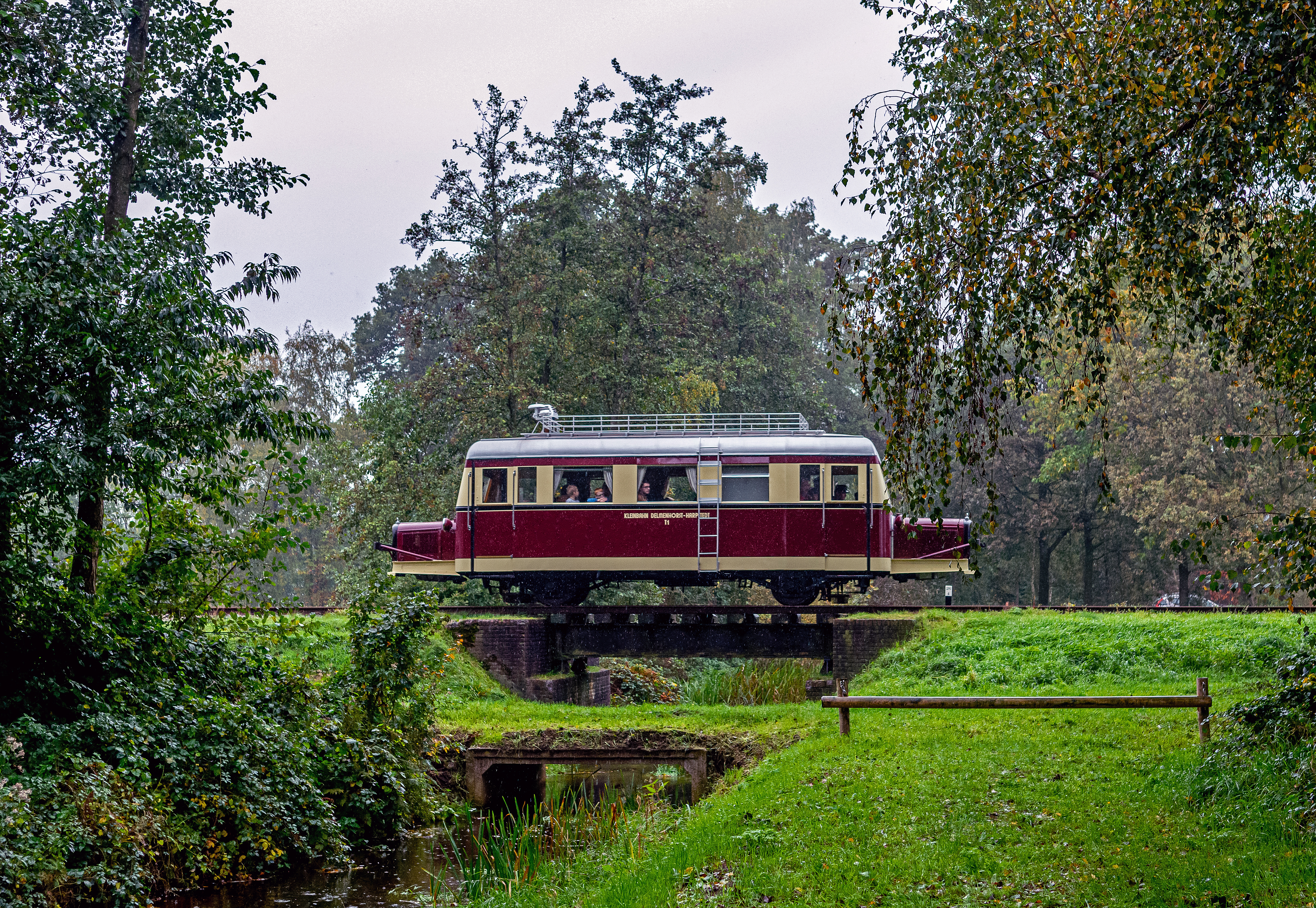
Wismarer Schienenbus T 1 der ehemaligen Kleinbahn Delmenhorst-Harpstedt auf der Museumsbahn-Bahnstrecke